# Zdravljica
Zdravljica es el himno nacional de Eslovenia. Es la séptima estrofa de la poesía Zdravljica de France Prešeren.
Zdravljica en esloveno significa "un brindis", es un famoso poema de France Prešeren. Fue escrito en el año 1844 y ha sido el Himno Nacional de Eslovenia desde el 27 de septiembre de 1989. La más famosa es su séptima estrofa, para la que Stanko Premrl realizó una composición coral con el mismo nombre. El himno de Eslovenia se compone sólo de la séptima estrofa del Zdravljica. En cuanto a su forma el poema es un "Carmina figurata" ya que cada estrofa se asemeja a una copa de vino.

## Letra en esloveno
| Žive naj vsi narodi         |
| ki hrepene dočakat’ dan,    |
| da koder sonce hodi,        |
| prepir iz sveta bo pregnan, |
| da rojak                    |
| prost bo vsak,              |
| ne vrag, le sosed bo mejak! |

## Letra en castellano
| Salud a todas las naciones                                  |
| que anhelan ver el día en que                               |
| dondequiera que vaya el Sol                                 |
| las contiendas del mundo sean desterradas;                  |
| Sí, compatriota,                                            |
| que todos sean libres                                       |
| ¡Que la frontera no sea conflagración, solo buena vecindad! |